# إدوارد أولمان
إدوارد أولمان (بالإنجليزية: Edward Ullman)‏ هو جغرافي أمريكي، ولد في 24 يوليو 1912 في شيكاغو في الولايات المتحدة، وتوفي في 1976 في سياتل في الولايات المتحدة.

## وصلات خارجية
- إدوارد أولمان على موقع الموسوعة البريطانية (الإنجليزية)